# Takeshi no chōsenjō
Takeshi no Chōsenjō (たけしの挑戦状, lit. Carta desafiant d'en Takeshi) és un videojoc japonès per la Nintendo Famicom, dissenyat pel comediant i director de cinema Takeshi "Beat" Kitano. Va sortir publicat el 10 de desembre de 1986. Es tracta d'un títol experimental, que intenta trencar tantes convencions del videojoc com pot, generalment confrontant-se al que espera el jugador: la pantalla de títol proclama que "aquest és un videojoc dissenyat per algú que odia els videojocs".

## Disseny i sistema de joc
El joc és cèlebre per la quantitat de tasques gairebé impossibles que demana al jugador. Alguns exemples són forçar-lo a cantar un karaoke durant una hora (a través del segon controlador de la Famicom, que inclou un micròfon), haver de deixar el joc durant una hora sense tocar cap botó, o derrotar un cap final que aguanta més de 20.000 cops.

## Acollida
Malgrat el disseny tan controvertit, el joc sol aparèixer a les llistes japoneses de millors jocs de la Famicom, i en general és considerat positivament (potser per sarcasme), i en altres ocasions com un dels pitjors. Tot i així, alguns altres creuen que el joc no era més que una broma cruel per part de Kitano.
Segons Taito Corporation es van vendre 800.000 còpies del joc, el qual mai va ser publicat fora del Japó.